# 소련 농구 국가대표팀
소련 농구 국가대표팀(러시아어: Сборная СССР по баскетболу)은 소련의 농구 대표팀이다. 1947년에 소련이 국제 농구 연맹(FIBA)에 가입한 후 창설되었으며 소련의 해체가 있던 1991년까지 국제 대회에 소련 대표로 참가했다. 1991년 이후 소련의 구성국들은 모두 자국의 국가대표팀을 창단했다.
소련 대표팀은 메달 수를 기준으로 미국에 뒤처져 있지만 국제 농구 대회 역사상 가장 성공적인 대표팀 중 하나이며 올림픽에서 금메달 2개, FIBA 농구 월드컵에서 금메달 3개, 유로바스켓에서 금메달 14개를 획득했다.

## 역대 감독
- 파벨 체틀린(1947)
- 스테판 스판다랸(1947–1953, 1956–1960)
- 콘스탄틴 트라빈(1953–1955)
- 알렉산드르 고멜스키(1961–1970, 1977–1983, 1987–1988)
- 블라디미르 콘드라신(1971–1976)
- 블라디미르 오부호프(1985–1986)
- 블라다스 가라스타스(1989–1991)